# Bella Unión
Bella Unión é uma cidade do departamento de Artigas no Uruguai. Está localizada no vértice noroeste do departamento e recebe este nome dado que se encontra na fronteira com o Brasil e Argentina.
Banhada pelos rios Quaraí e Uruguai, faz divisa com a cidade gaúcha de Barra do Quaraí, no Brasil, e com a cidade correntina de Monte Caseros, na Argentina. 
Bella Unión protagonizou um forte desenvolvimento com base na exploração da cana-de-açúcar, produtos de origem hortícola como legumes e hortaliças, arroz, vinhos, etc. 
Esta cidade é a segunda localidade mais populosa do departamento de Artigas. 